# Banu Tujine
Banu Tujine foram uma tribo zeneta do Magrebe Central. Pertenceram à grande família dos Banu Uacine e viviam como nômades. Devido as invasões hilálias do século XI, foram repelidos para leste e forçados a procurar refúgio no alto planalto da atual região de Orã, na Argélia. No fim do reinado do emir Nácer (r. 1062–1088), ajudaram uma tribo árabe a devastar o Magrebe Central e como represália Nácer capturou os chefes zenetas e árabes, cortou seus pés e mãos e deixou-os para morrer.
O emir Abu Zacaria Iáia (r. 1228–1249) obteve a submissão de dois poderosos chefes do Magrebe Ocidental, Abde Alcaui dos Banu Tujine e Alabás ibne Mandil dos magrauas, e em 1242, quando Iáia foi vítima de um complô do ziânida Iaguemoracém ibne Zaiane, marchou contra Tremecém com ajuda deles. A cidade foi tomada em julho e entregue ao califa Abedalá Aluaide II (r. 1232–1242) em troca de sua submissão à autoridade de Iáia. Em seu retorno, concedeu aos chefes das tribos dos Banu Tujine o controle sobre seus territórios respectivos, criando assim, no Magrebe Central, alguns pequenos Estados vassalos capazes de garantir a segurança.